# MTV (Austrália e Nova Zelândia)
A MTV foi um canal de televisão por assinatura especializado em música e cultura jovem que transmitia sua programação para a Austrália e a Nova Zelândia. Era operado pela Paramount Networks UK & Australia, com sede em Londres, com um escritório local na sede da Network 10 em Sydney. Em 2023, foi substituído pela MTV Global.

## História

### MTV na Nine Network (1987-1993)
A marca "MTV" foi lançada na Austrália em abril de 1987 como um programa de música que foi ao ar nas noites de sexta e sábado por seus seis anos completos na Nine Network. O programa foi apresentado por Richard Wilkins e Joy Smithers com Alison Drower como repórter. Seus concorrentes na época eram Rage da ABC TV, que também começou em abril de 1987, e Video Hits da Network Ten, que começou em fevereiro de 1987.
O foco da MTV era predominantemente em artistas australianos, britânicos, canadenses e americanos e o programa raramente tocava outras formas de rock e música pop. O programa apresentava uma mistura de videoclipes, entrevistas e reportagens, e dependia fortemente de conteúdo importado dos Estados Unidos. Em seus primeiros anos, também exibiu o Remote Control, game show da MTV EUA .
O programa foi descontinuado em 1993, quando a Nine optou por não renovar a licença com a Viacom. Nine alegou que o corte foi devido aos altos custos de produção e licenciamento.

### ARC Music Television (1996-1997)
"ARC Music Television", de propriedade da Austereo, foi lançada três anos depois que a MTV terminou na Nine Network em 14 de junho de 1996. Tratava-se de um empreendimento conjunto entre a Austereo, proprietária de uma extensa rede de rádios FM, e a Village Roadshow, uma das maiores empresas australianas de entretenimento, através da Optus Television para formar um canal de música voltado à música pop e transmitindo programação original. Depois de um ano no ar, o canal conseguiu um acordo licenciamento com a Viacom, proprietária da MTV Networks, e através de uma associação mais uma vez com a Austereo, a Village Roadshow Entertainment e a Optus ARC Music TV foi renomeada como MTV Austrália.

### Como MTV (desde 1997)
Cinco meses, após o anúncio inicial do rebranding da ARC, a MTV Austrália foi oficialmente relançada na Optus Television em 20 de março de 1997. O canal originalmente produzia programas locais, mas devido ao corte de custos, o canal passou a exibir conteúdo principalmente estadunidense.
Em dezembro de 2002, a MTV foi adicionada à operadora Foxtel e em 2004 à operadora Austar. No mesmo ano, o canal criou a MTV Networks Australia, que começou a trabalhar no lançamento de sua própria programação original com o lançamento da versão australiana do programa americano TRL em 10 de setembro de 2004 com o apresentador Kyle Sandilands da 2day fm. Em 2005, a MTV estreou uma programação mais original com o MTV Full Tank e, em 3 de março, lançou o primeiro MTV Australia Video Music Awards com The Osbournes como apresentadores. No final de 2006, foi anunciado que a MTV estrearia mais um programa original, MTV's The Lair, que estreou em 26 de janeiro de 2007 e foi transmitido ao vivo todas as quintas-feiras no The Metro Theatre.
A MTV Networks Australia lançou o canal irmão VH1 em 14 de março de 2004. Em abril de 2007, o TMF Austrália foi lançado. O VH1 Austrália foi relançado como MTV Classic em 1º de maio de 2007. Em 1º de novembro de 2010, MTV lançou três novos canais na Austrália; MTV Hits, MTVN Live e MTVN Live HD.
Em 2010, os sinais da MTV Austrália e da MTV Nova Zelândia foram fundidos e o sinal conjunto passou a ser transmitido a partir dos escritórios do canal em Sydney.
A partir do outono de 2013, a Viacom International Media Networks (VIMN) mudou seus canais MTV (para Austrália e Nova Zelândia) e Comedy Central (para a Nova Zelândia) de Sydney para a sede da VIMN em Londres. O departamento de publicidade dos canais permaneceu em Sydney.